# 张中伟
张中伟（1942年—），男，四川都江堰人，中华人民共和国政治人物。中共第十六届中央委员，第十一届全国人大常委会委員。

## 生平
1972年，任共青团温江地委副书记、书记。1978年，任四川彭县县委书记。1981年，参加中共中央党校第二期干部培训班。次年，任四川温江地委书记，后任中共成都市委常委、农村工作委员会书记。1987年，任中共四川省委组织部副部长，次年改四川省农牧厅厅长。1993年，升任四川省人民政府副省长。1997年，任中共四川省委副书记。2000年，升任四川省省长。2007年，任全国人大农业与农村委员会副主任。

## 家庭
儿子：张彤，1973年生，现任中共广安市委书记书记